# Juncus pervetus
Juncus pervetus är en tågväxtart som beskrevs av Merritt Lyndon Fernald. Juncus pervetus ingår i släktet tåg, och familjen tågväxter. Inga underarter finns listade i Catalogue of Life.